# Falscher Pfifferling
Der Falsche Pfifferling (Hygrophoropsis aurantiaca) ist ein Ständerpilz und gehört trotz seiner lamellenartigen Hutunterseite zur Ordnung der Dickröhrlingsartigen. Seinen Namen erhielt er wegen der Ähnlichkeit zum Echten Pfifferling. Aufgrund der orangegelben Farbe und der sich stark gabelnden Lamellen wird der Pilz auch Orangegelber Gabelblättling genannt. Weitere Namen sind Orangebrauner oder Gemeiner Afterleistling. Während sich „orangebraun“ ebenfalls auf das Farbspektrum der Fruchtkörper bezieht, wird „gemein“ im Sinne von „gewöhnlich, normal“ gebraucht, weil der Falsche Pfifferling die häufigste Art seiner Gattung ist. Das Wortelement „After-“ leitet sich von einer Wurzel mit der Bedeutung „nach; hinter; gemäß“ ab und „Leistling“ beschreibt das leistenartig ausgeprägte Hymenophor junger Fruchtkörper ähnlich den echten Pfifferlingen (allerdings bildet der Falsche Pfifferling im Unterschied zu diesen nicht wirklich Leisten, sondern Lamellen aus).

## Merkmale

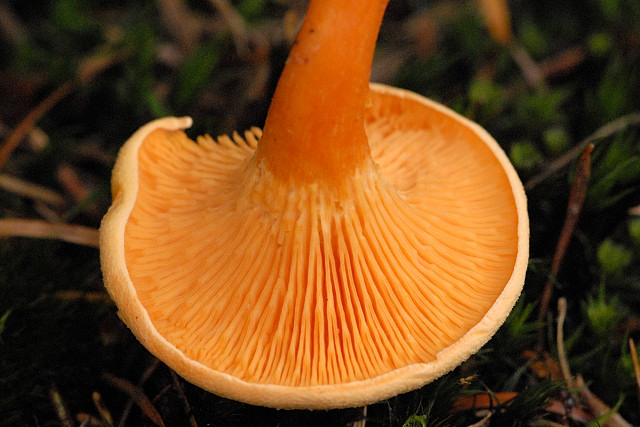
Die Lamellen auf der Hutunterseite gabeln sich stark, was dem Pilz auch den Namen „Gabelblättling“ eingebracht hat.

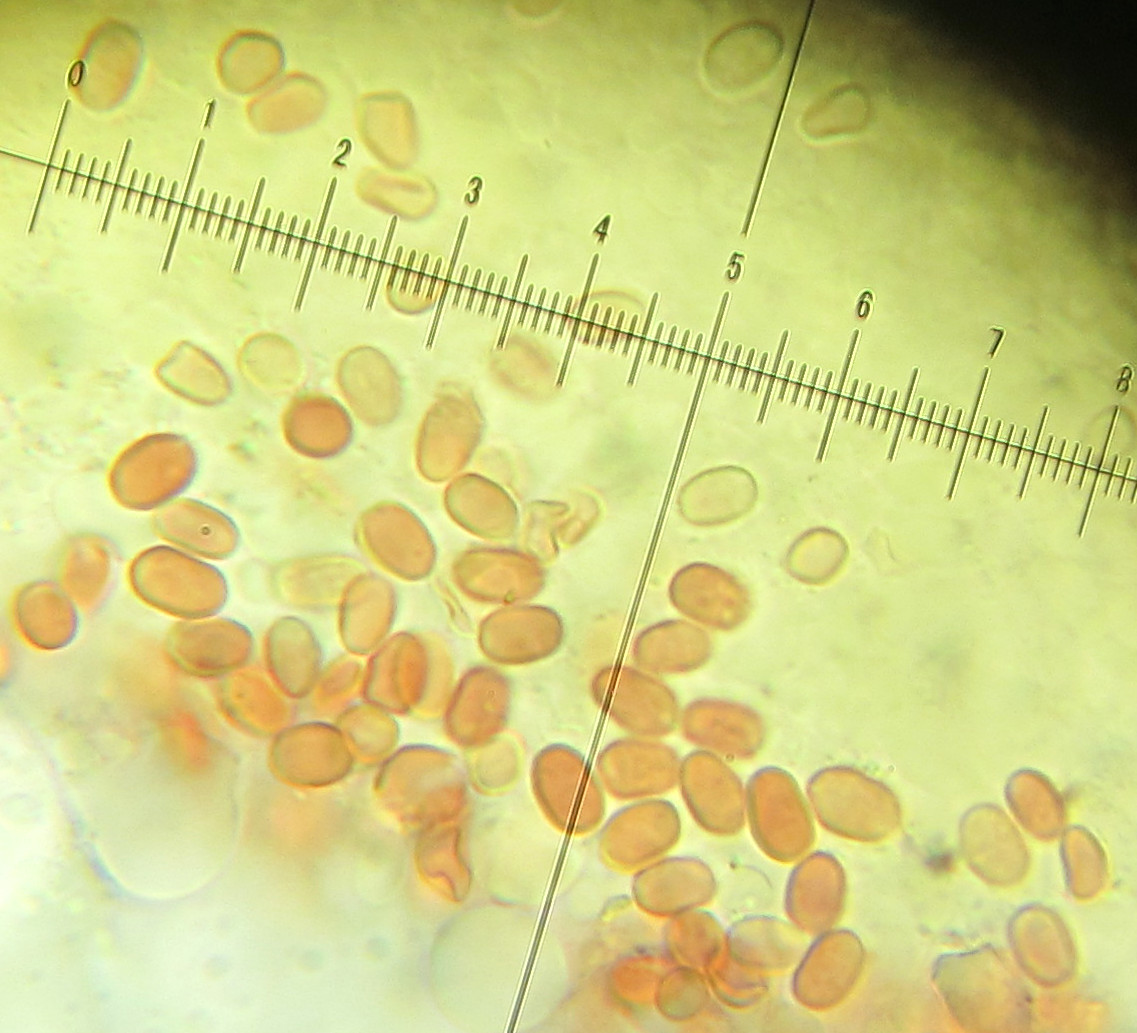
Sporen des Falschen Pfifferlings in Iodlösung unter dem Lichtmikroskop

### Makroskopische Merkmale
Der 2–7(–10) cm breite Hut hat jung eine polsterartige, bald verflachende Form. Zuletzt ist er flach vertieft bis genabelt. Markant ist der lange eingerollte Hutrand. Das Farbspektrum reicht von blass gelb bis kräftig orange, im Alter zeigt der Fruchtkörper schmutzige Flecken und kann in der Mitte mehr olivbräunlich erscheinen. Die Oberfläche ist trocken und lange feinfilzig, selten sogar feinschuppig. Die Lamellen stehen eng zusammen, sind mehrfach gegabelt und laufen weit am Stiel herab. Jung sind sie dicklich, später dünnschneidiger. Im Gegensatz zu den Leisten von Pfifferlingen lassen sie sich leicht vom Hutfleisch ablösen. Die Lamellen sind gelb, orange bis ziegelrot gefärbt. Das Sporenpulver ist weiß. Der 3–7 cm lange und 3–8 mm dicke Stiel ist vollfleischig und oft leicht exzentrisch. Er hat ungefähr die gleichen Farben wie der Hut. Das gelblich-weiße Fleisch ist saftlos und hat eine annähernd wattig-elastische Konsistenz. Es riecht und schmeckt unauffällig, bisweilen auch leicht bitterlich bis schärflich.

### Mikroskopische Merkmale
Die elliptischen, farblosen und glattwandigen Sporen haben keinen Keimporus. Sie lassen sich mit Iodlösung (dextrinoid) und Baumwollblau (cyanophil) anfärben. Ihre Maße betragen 5–7,5(–8) × 2,5–5 Mikrometer. Zystiden treten keine auf. Die Querwände der Pilzfäden besitzen Schnallen. Die Hutdeckschicht ist aus liegenden Hyphen aufgebaut.

## Artabgrenzung

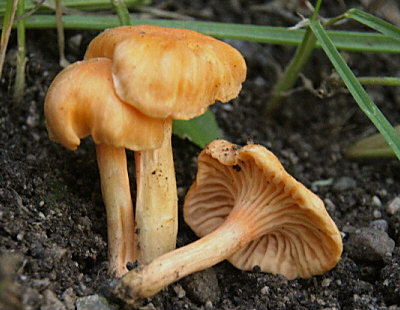
Ein Doppelgänger des Falschen Pfifferlings ist der Samtige Pfifferling (Cantharellus friesii), dessen Fruchtkörper im Vergleich zu anderen Pfifferlingen mehr orange Farbtöne aufweisen.

Dem Falschen Pfifferling können echte Pfifferlinge wie der Echte Pfifferling und insbesondere der mehr orange getönte Samtige Pfifferling ähnlich sehen. Sie unterscheiden sich an erster Stelle durch das Hymenophor. Pfifferlinge haben Leisten statt Lamellen. Leisten gleichen Adern, die genauso breit sind wie hoch, Lamellen dünnen Buchseiten; außerdem stehen Lamellen einzeln, während die Leisten eigentlich hervorstehende Runzeln in der zusammenhängenden Fruchtschicht sind. Pfifferlinge haben außerdem ein festeres, brüchiges Fleisch, das mirabellen- bzw. aprikosenartig riecht und beim Kauen schnell pfeffrig schmeckt.
Eine weitere Verwechslungsmöglichkeit ist der Ockerbraune Trichterling (Infundibulicybe gibba), der aber blassere Farben und weiße Lamellen besitzt – siehe auch die Form albida des Falschen Pfifferlings mit ebenso weiß gefärbten Lamellen.
Auch die giftigen Arten Dunkler Ölbaumtrichterling (Omphalotus olearius) und Orangefarbener Ölbaumtrichterling (O. illudens) können mit dem Falschen Pfifferling verwechselt werden. Arten der Gattung Omphalotus bevorzugen wärmere Regionen und sind in Mitteleuropa bislang recht selten zu finden. Sie wachsen in großen Büscheln an Ölbäumen, manchmal auch Eichen oder Edelkastanien, und bilden größere, dick- und festfleischigere Fruchtkörper aus als der Falsche Pfifferling.
Innerhalb der Gattung können hell gefärbte Formen mit dem Großsporigen Afterleistling (Hygrophoropsis macrospora) und dem Schuppigen Afterleistling (H. fuscosquamula) verwechselt werden. Beide Arten unterscheiden sich durch etwas längere Sporen und dem Aufbau der Hutdeckschicht als Trichoderm (zumindest in der Mitte), was bei Letzterem durch eine feinschuppige Hutmitte sichtbar wird. Beide Arten sind recht selten und wenig bekannt.
Der Braune Afterleistling (H. rufa) unterscheidet sich durch mehr braune Hut- und Stielfarben und kleinere Sporen.

## Ökologie

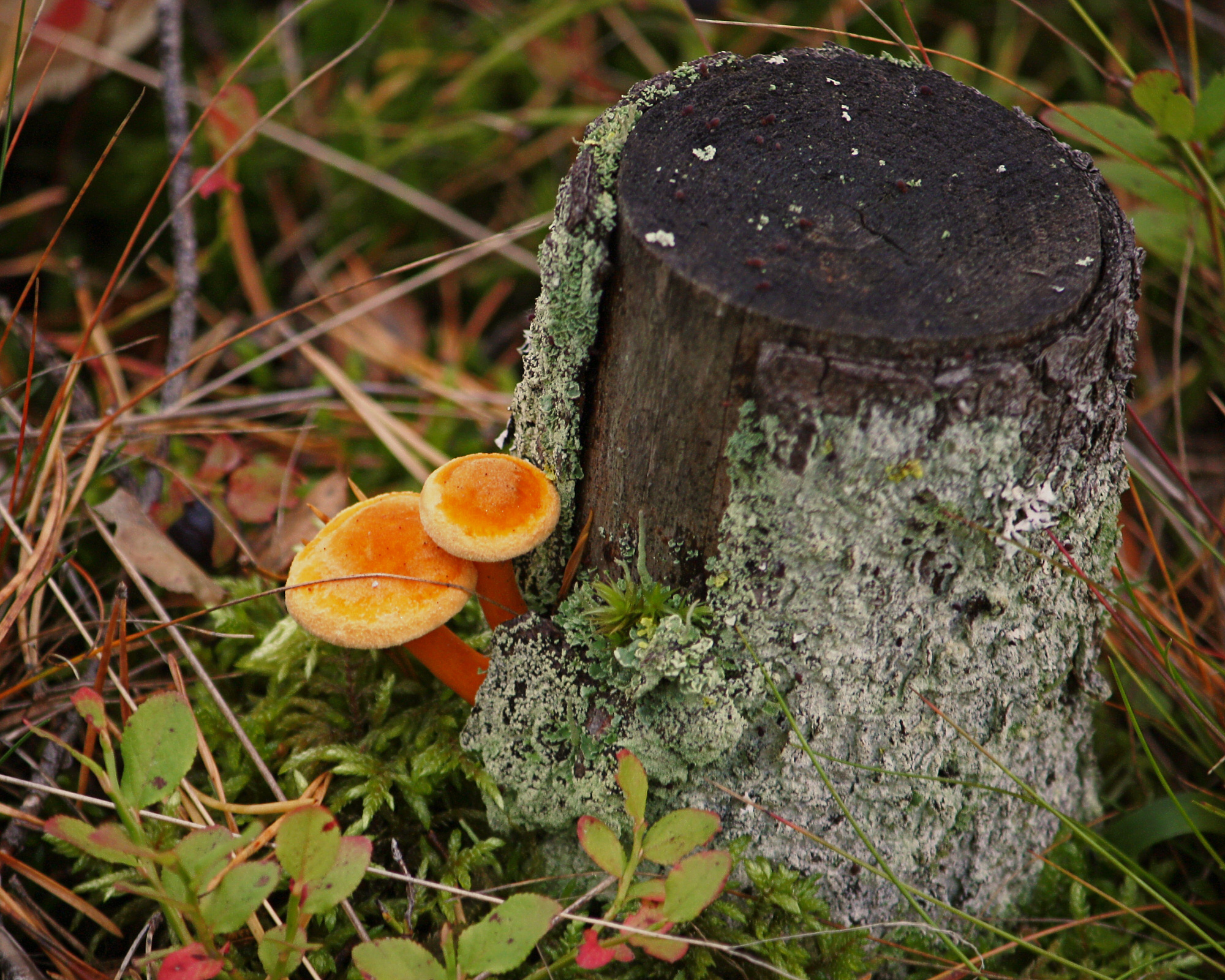
Wachstum an einem Nadelholzstumpf

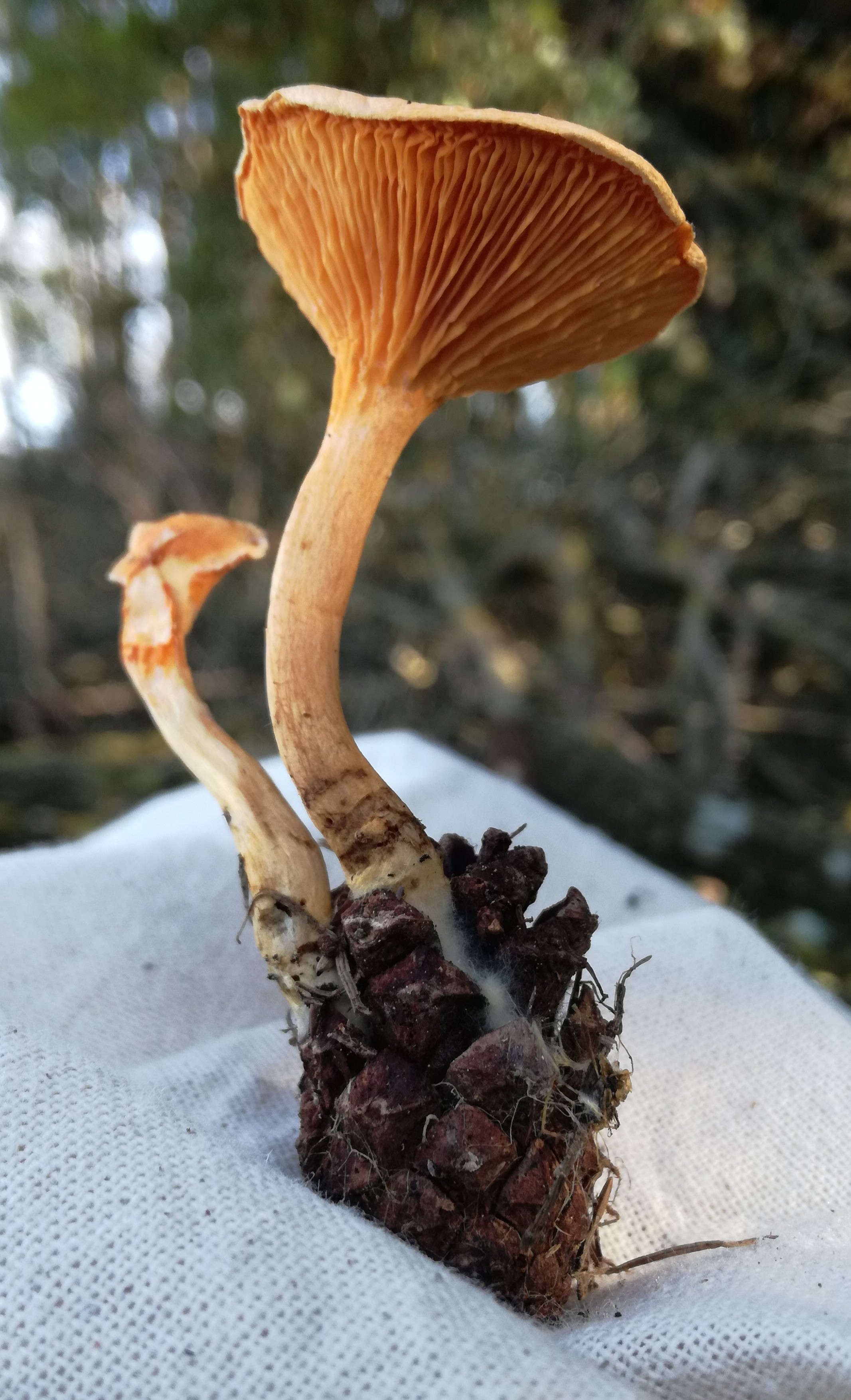
Wachstum auf einem Kiefernzapfen

Der Falsche Pfifferling kann vor allem in Nadelwäldern und Heiden, selten in reinen Laubwäldern auf nährstoffärmeren, sauren oder zumindest oberflächlich abgesauerten Böden gefunden werden. Dort wächst er gesellig, auch in Hexenringen in der Streu, zwischen Reisig, um Ameisenhaufen und sogar auf Brandstellen. Bisweilen sprießen die Fruchtkörper auch direkt aus Nadelholzstümpfen, Holzresten oder vergrabenen Zapfen. Erhard Ludwig erwähnt in seinem Pilzkompendium einen Fund aus Südschweden auf einer Ostseesanddüne zwischen Strandhafer. Der Falsche Pfifferling fruktifiziert von August bis Dezember, insbesondere nach trockenen Sommern.

## Bedeutung
Der Falsche Pfifferling gilt allgemeinhin als essbar, wird aber nicht als Speisepilz empfohlen, da er einen minderen Geschmackswert besitzt. Außerdem wird er von manchen Personen, in großen Mengen genossen, nicht vertragen. Bei den Betroffenen verursacht er Magen-Darm-Beschwerden, deren Intensität aber überwiegend schwach ausfällt.

## Systematik

### Varietäten und Formen

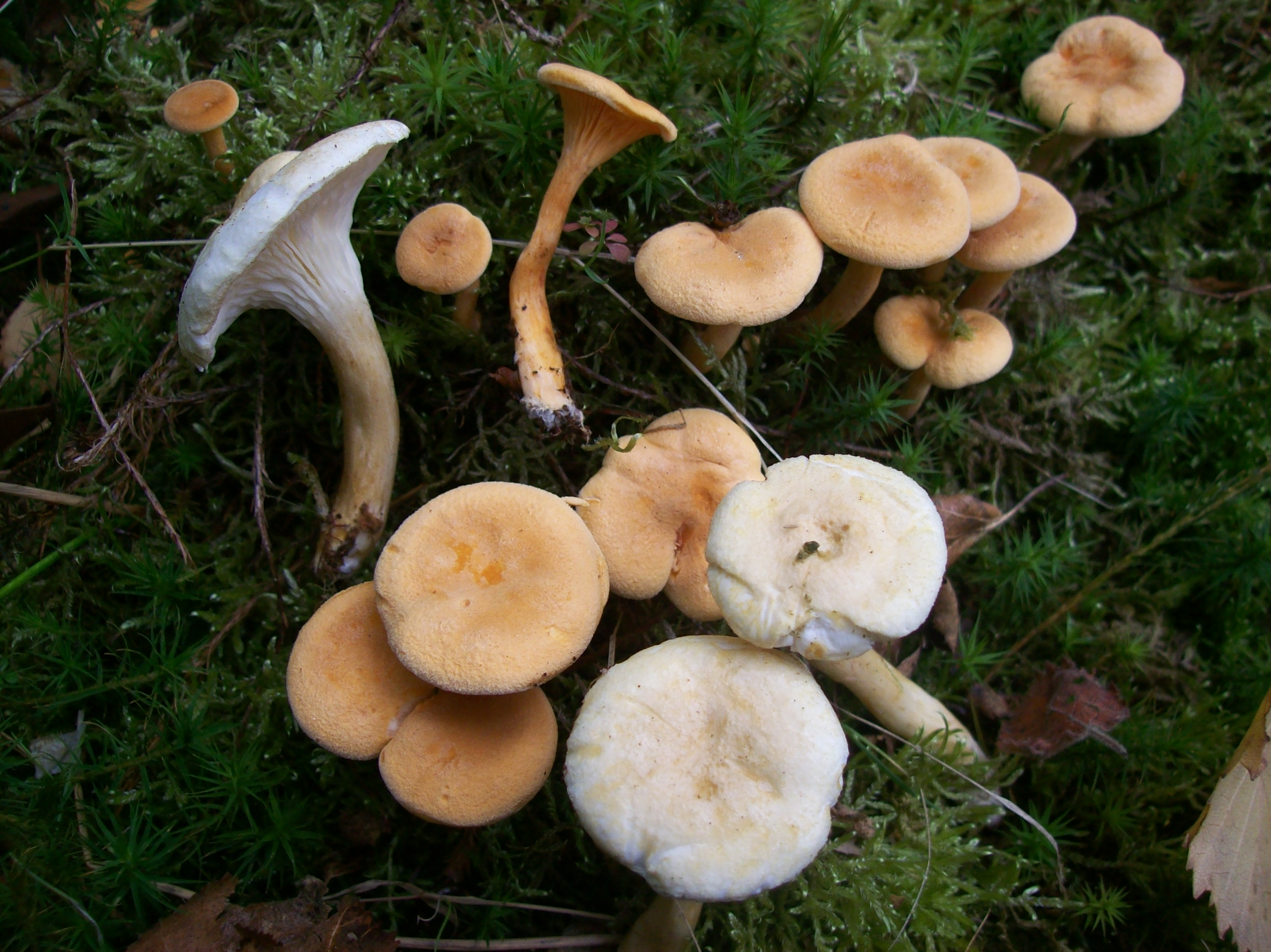
Der Falsche Pfifferling mit einer helleren Farbform und normal gefärbten Exemplaren.

In der Literatur finden sich etliche Varietäten, deren Wert jedoch umstritten ist. Eine Vielzahl wird standortbedingten Formen zugerechnet. Nachstehend eine Auswahl:
- H. aurantiaca f. albida Gillet[3]

Unterscheidet sich von der Typusvarietät nur durch die weißen Lamellen. Die Sporengröße ist identisch.
- H. aurantiaca var. atrotomentosa Jaccottet[3]

Die sehr kräftigen Fruchtkörper erreichen einen Hutdurchmesser von bis zu 10 cm, haben einen dunkler braun gefärbten Hut und Stiel sowie satt orangerote Lamellen. Die Hutdeckschicht ist zottig strukturiert.
- H. aurantiaca var. lactea (Quélet) Rea[3]

Die Fruchtkörper sind in allen Teilen weiß gefärbt.
- H. aurantiaca f. nigripes Trog[3]

Entspricht bis auf die langsam schwärzende Stielbasis der Typusvarietät.